# Wapień litotamniowy
Wapień litotamniowy – odmiana wapienia organogenicznego pochodzenia glonowego. Tworzy się przez nagromadzenie zwapniałych plech krasnorostów (Lithothamnium) w postaci kalafiorowatych tworów.
Wapienie litotamniowe tworzą się w najpłytszej strefie morza, mogą również powstawać na wałach glonowych równi rafowej.
W Polsce występują w morskich utworach mioceńskich pojawiających się na południowym obrzeżeniu Gór Świętokrzyskich oraz na Roztoczu.
Specyficzna odmianą wapieni litotamniowych jest wapień pińczowski, występujący w okolicach Pińczowa  na garbie pińczowsko-wójczańskim używany w budownictwie oraz jako materiał rzeźbiarski.Obecnie wydobywany w kopalniach Pińczów i Włochy, udokumentowane są również złoża Włochy I, Bogucice oraz Skowronno. Historia eksploatacji tego materiału z różnych miejsc zapadliska karpackiego sięga X wieku.
Duża porowatość daje możliwość zastosowania ich do budowy murów pomieszczeń mieszkalnych oraz na elewacje. Wapienie te łatwo poddają się obróbce i nadają się do rzeźbienia bardzo delikatnych detali o przestrzennej formie. Wapień pińczowski wydobywany do celów budowlanych cechuje mrozodporność, dosyć wysoka nasiąkliwość (8–16%) oraz lekkość (1800 kg/m³). Materiał posiada unikalną cechę  tzw. patynacji – świeżo wydobyty ze złoża materiał jest miękki i łatwy w obróbce, w miarę utraty wilgotności utwardza się i zamyka pory kamienia zmniejszając nasiąkliwość. Powodem tego jest wytrącanie się węglanu wapnia w porach kamienia. Barwa od jasnożółtej do białej.